# Hans Ludwig von Ulm
Hans Ludwig von Ulm (seit 1622 Reichsfreiherr von Ulm zu Erbach) (* 16. Dezember 1567 in Wangen am Untersee; † 16. Juli 1627 in Marbach am Untersee) war seit 1613 Reichsvizekanzler des Heiligen Römischen Reiches.

## Leben
Er entstammte dem Adelsgeschlecht von Ulm und war Bruder des späteren Fürstabtes von Kempten Heinrich VIII. von Ulm-Langenrhein. Von Ulm studierte seit 1585 an den Universitäten Freiburg im Breisgau, Orléans, Basel und Prag. Er war danach von 1590 bis 1593 Assessor am Reichskammergericht. Zwischen 1593 und 1603 gehörte er dem Reichshofrat an. Danach war er bis 1623 Mitglied des Geheimen Rates. Im Jahr 1612 wurde er zum Reichsvizekanzler ernannt. Er war einer der maßgeblichen Angehörigen der „katholischen Partei“ am Hof von Kaiser Matthias, die die Ausgleichs- und Friedenspolitik von Melchior Khlesl, der den politischen Kurs bestimmte, bekämpfte. Im Jahr 1622 wurde er zum Reichsfreiherren erhoben und mit der Herrschaft Erbach belehnt. Er war Herr auf Schloss Erbach und in Marbach, Wangen und Mittelbiberach. Er heiratete 1603 Euphrosine Schad von Mittelbiberach zu Warthausen.